# Bandeira da Segunda República Espanhola

Insígnia Civil

A Bandeira da Segunda República Espanhola, insígnia oficial de Espanha entre 1931 e 1939, é uma tricolor horizontal composta de vermelho, amarelo e púrpura, sendo a faixa superior a vermelha. Ao centro, na faixa amarela, está o Escudo da Segunda República Espanhola.  

## História e origem
Após a queda da ditadura de Primo de Rivera, a Casa de Bourbon em Espanha perdeu prestígio ante a opinião pública espanhola em geral. As eleições municipais de 12 de Abril de 1931 resultaram na vitória dos partidos republicanos nas principais cidades espanholas. O caos foi-se instalando e em várias cidades, assembleias municipais realizavam-se sob a bandeira tricolor. A 14 de Abril o Rei optou pelo exílio e a Segunda República Espanhola foi proclamada. 
Com o desenrolar dos acontecimentos, parte do povo hasteava a nova bandeira nas principais praças de algumas das maiores cidades Espanholas. Eibar foi a primeira localidade a içar esta bandeira no dia 13 de Abril após a sua assembleia municipal. Seguiram-na cidades importantes como Madrid e  Barcelona com numerosas manifestações.
Foi adoptada pelo decreto de 27 de Abril de 1931 da Presidência do Governo Provisório da República:
| “ | [...] O levantamento nacional contra a tirania, vitorioso desde 14 de Abril, hasteou uma bandeira cheia do sentimento do povo com o duplo significado de esperança de liberdade e de triunfo irrevogável. Durante mais de meio século a bandeira tricolor inspirou a ideia de emancipação Espanhola pela República. Há poucas horas, o povo livre, ao tomar as rédeas do seu próprio governo, proclamava pacificamente o novo regime, içando por todo o território aquela bandeira numa demonstração de soberania. Começa um novo ciclo para Espanha. É justo, é necessário, que outros símbolos declarem e publiquem aos nossos olhos a renovação do Estado. O Governo provisório saúda a demonstração espontânea da vontade popular, que demonstrou não aceitar e reprovar o antigo regime. Em todos os edifícios públicos ondula a bandeira tricolor. Saudaram-na as forças do mar e da terra da República; recebeu delas honras de estado.[...] | ” |

Posteriormente esta mudança foi oficializada no artigo 1º da Constituição espanhola de 1931 que apontava:
| “ | [...] A bandeira da República Espanhola é vermelha amarela e púrpura. [...] | ” |

A bandeira que a Segunda República adoptava como sua era a mesma que numerosos grupos republicanos haviam usado como alternativa à insígnia vermelha e amarela, que identificavam com a monarquia de Bourbon em Espanha. Devido a esta utilização prévia, em Abril de 1931 proliferaram exemplares da bandeira, que foi rapidamente adoptada pelo novo governo provisório. Além de simbolizar a mudança radical de sistema, a inclusão da terceira cor procurava reconhecer o povo de Castela como parte fundamental de um novo estado, partindo do princípio que as cores vermelha e amarela representavam os povos da antiga Coroa de Aragão.